# Mario Chiesa
Pour les articles homonymes, voir Chiesa.
Mario Chiesa (né le 17 novembre 1966 à Brescia, en Lombardie) est un ancien coureur cycliste italien. Il est actuellement directeur sportif de l'équipe Bahrain-Merida.

## Biographie
Professionnel de 1988 à 1997, Mario Chiesa a effectué la quasi-totalité de sa carrière dans l'équipe Carrera. Auteur d'une seule victoire, le Trophée Matteotti, il a participé au Tour de France à cinq reprises, notamment en 1992 et 1993, lorsque la Carrera s'est classée meilleure équipe.
Au mois d'août 2016, il est engagé par la formation Bahrain-Merida comme directeur sportif.

## Palmarès

### Palmarès amateur
- 1983
  - Une étape des Tre Ciclistica Bresciana
- 1984
  - Gran Premio San Rocco
  - 2e des Tre Ciclistica Bresciana
- 1985
  - Vicence-Bionde
- 1987
  - 6e étape du Tour de la Vallée d'Aoste

### Palmarès professionnel
- 1990
  - Trophée Matteotti
- 1994
  - 3e du Tour du Frioul

## Résultats sur les grands tours

### Tour de France
5 participations
- 1992 : 117e
- 1993 : 92e
- 1994 : 114e
- 1995 : abandon (10e étape)
- 1996 : 125e

### Tour d'Italie
6 participations
- 1989 : abandon
- 1990 : 137e
- 1993 : 64e
- 1994 : 59e
- 1995 : 81e
- 1997 : 82e

### Tour d'Espagne
4 participations
- 1988 : 82e
- 1991 : hors délais (12e étape)
- 1992 : 118e
- 1995 : 112e